# Ammobium
Ammobium es un género de plantas con flores perteneciente a la familia de las asteráceas. Comprende 6 especies descritas y de estas, solo 2 aceptadas.

## Taxonomía
El género fue descrito por R.Br. ex Sims y publicado en Botanical Magazine: t. 2459 (1824) La especie tipo es: Ammobium alatum R.Br.

## Especies
A continuación se brinda un listado de las especies del género Ammobium aceptadas hasta julio de 2012, ordenadas alfabéticamente. Para cada una se indica el nombre binomial seguido del autor, abreviado según las convenciones y usos.
- Ammobium alatum R.Br.
- Ammobium craspedioides Benth.